# Izlandi labdarúgó-szövetség
Az Izlandi labdarúgó-szövetség (izlandiul: Knattspyrnusamband Íslands KSÍ), a vezető labdarúgó-szervezet 
Izlandon. A KSÍ szervezi a labdarúgó-bajnokságot, az Úrvalsdeild-et, valamint az Izlandi labdarúgó-válogatottat. A szövetség székhelye Reykjavíkban található.